# Fred Stoller
Frederick "Fred" Stoller (Brooklyn, 19 de março de 1958) é um ator, comediante, escritor e dublador norte-americano. Ele é mais conhecido por interpretar Gerard no seriado  Everybody Loves Raymond e por sua participação no filme Dumb and Dumber (1994) como o homem socado por Mental  (Mike Starr) na cabine telefônica.
Ele também é a voz de Stanley na franquia Open Season, Fred o esquilo, em The Penguins of Madagascar e Jimbo em Mickey and the Roadster Racers.